# Malinche
A 4420–4440 m magas Malinche, Malintzin vagy Matlalcuéyetl egy kialudt vulkán Mexikó Puebla és Tlaxcala államainak határán. Előbbinek ötödik legmagasabb, utóbbinak legmagasabb csúcsa, egyben Tlaxcala egyik jelképe.

## Elhelyezkedés
A csúcs Tlaxcala állam déli részén, Puebla állam határán emelkedik, öt község, a pueblai Tepatlaxco de Hidalgo és Puebla, valamint a tlaxcalai San Francisco Tetlanochan, Teolocholco és Huamantla határán. Északnyugati lejtőjéből emelkedik ki a Cuatlapanga csúcsa Cuaxomulco és San José Teacalco községek határán.

## Története
A főként andezitből és dácitból álló vulkán nagyrészt a pleisztocén korban keletkezett.
A Matlalcuéyetl név navatl eredetű: a matlalin és a cuetitl szavakból összerakott név jelentése kék szoknyás nő. Egyes legendák szerint így hívták Tlalok isten feleségét. Amikor a spanyol hódítók megérkeztek, térképeiken és irataikban a Sierra de Tlaxcala elnevezést kezdték használni, később azonban egy Hernán Cortésnek az indián nyelveket tolmácsolni segítő nő, Malintzi vagy Malinche neve ragadt rá.
A Malinche erdőinek spanyolok megérkezése előtti kiterjedését 75 000 hektárra becsülik, amiből mára mindössze ötöde, 15 000 hektár maradt meg. Bár a környékbeli városok már korábban is használták az itteni fát (főként építőanyagként), a legnagyobb pusztítást a spanyolok végezték, amikor Tenochtitlán ostromához rengeteg hajót építettek, később pedig új településeik és ranchóik felépítéséhez is nagy mennyiségben használták az itteni fát. A 19. század végén két újabb területen jelentkezett igény a helyi fára: egyrészt országszerte épültek a vasútvonalak (több vonal talpfái innen származtak), másrészt a hegytől északra felépült nagy textilgyárakban is használták tüzelőnek. Az 1880-as évek táján úgy becsülték, a környék dolgozóinak mintegy fele közvetlenül az erdőből élt. Később az erdők túlhasználatának megakadályozása érdekében adót vetettek ki, majd erdőtörvény is született. 1938-ban alapították meg a Malinche Nemzeti Parkot, ám a fakitermelés ezután is folytatódott.

## A La Malinche Nemzeti Park
1938. október 6-án a hegyen és környékén nemzeti parkot hoztak létre, aminek területe ma 45 711 hektár. A 15 községre kiterjedő park nagy része nem erdősült, de fenyves és tölgyes erdők előfordulnak rajta. 937 eddig leírt élőlényfaja közül 25 áll valamilyen védelem alatt.

## Malinche legendája
A legenda szerint Malinche, eredeti nevén Malin egy indián lány volt, aki nem tartozott egyetlen néptörzshöz sem, mivel még szüleit sem ismerték. Az aztékokat szolgálta, ám ő többre vágyott: uralkodni akart azok fölött, akik akkor uralkodtak őrajta. Mivel beszélte a navatl és a maja nyelvet is, Cortés megérkezésekor gazdái egy maja és spanyol nyelven tudó férfival együtt odaajándékozták a spanyoloknak, hogy segítsenek a tolmácsolásban. Később Malin is megtanult spanyolul, így már egyedül is tudott tolmácsolni. Hasznos munkája elismeréseként a nemességet jelző tzin végződést kapott nevéhez, így tehát Malintzinnek kezdték nevezni. Cortés először egyik magas rangú katonájának adta őt szeretőül, majd sajátjává is megtette.
A történet szerint Malintzin javasolta Cortésnek, hogy használja fel Ketzalkóatl, a tollas kígyó legendáját ahhoz, hogy megfélemlítse a Moctezuma vezette azték seregeket, így végül is Malintzinnek volt köszönhető Cortés győzelme. A legyőzött indiánok ekkortól a megvető Malinche nevet aggatták a nőre. De ahogy ő elárulta az indiánokat, Cortés is ugyanúgy elárulta őt: nem emelte magasra, nem tette úrnővé Malintzint, holott már gyermekei is voltak tőle. A nő kénytelen volt egy közkatonával összeházasodni, hogy a gyermekeknek legyen egyáltalán valami neve.